# Prix Chaudenay
Ne doit pas être confondu avec le Prix de l'Espérance (cyclisme sur piste) ou le Prix de l'Espérance (tennis).
Groupe 2
Le Prix Chaudenay est une course hippique de plat se déroulant le premier week-end du mois d'octobre, à la veille du Prix de l'Arc de Triomphe, sur l'hippodrome de Longchamp.
C'est une course de Groupe II réservée aux chevaux de 3 ans.
La première édition remonte à 1875 et portait le nom de Prix de l'Espérance. Elle a été rebaptisée Prix Hubert-de-Chaudenay en 1990. Lorsque le Prix Jean-de-Chaudenay a été arrêté en 2004, le Prix Hubert-de-Chaudenay a été raccourci en Prix Chaudenay, afin de rendre hommage à la fois au père (Jean) et au fils (Hubert). Longtemps courue au mois de juin, et après un passage sur l'Hippodrome de Maisons-Laffitte en 1997 et 1998, la course est désormais fixée à Longchamp, pour le week-end de l'Arc.
Le Prix Chaudenay se court sur la distance de 3 000 mètres, sur la moyenne piste de Longchamp. L'allocation s'élève à 200 000 €.
Elle se déroule le même jour que le Prix de Royallieu, le Prix Daniel Wildenstein, le Prix Dollar et le Prix du Cadran.

## Palmarès depuis 1996
| Année  | Vainqueur      | Pays        | Père            | Jockey                | Entraîneur           | Propriétaire                   | Deuxième         | Troisième       | Temps   |
| ------ | -------------- | ----------- | --------------- | --------------------- | -------------------- | ------------------------------ | ---------------- | --------------- | ------- |
| 2024   | Illinois       | Irlande     | Galileo         | Ryan Moore            | Aidan O'Brien        | Coolmore                       | Trafalgar Square | Strassia        | 3'16"80 |
| 2023   | Double Major   | France      | Daiwa Major     | Maxime Guyon          | Christophe Ferland   | Wertheimer & Frère             | Harbour Wind     | Shembala        | 3'16"45 |
| 2022   | Al Qareem      | Royaume-Uni | Awtaad          | Ryan Moore            | Karl Burke           | Nick Bradley Racing            | Sober            | Duke de Sessa   | 3'24"68 |
| 2021   | Manobo         | Royaume-Uni | Sea The Stars   | James Doyle           | Charlie Appleby      | Écurie Godolphin               | Kemari           | Tides of War    | 3'21"76 |
| 2020   | Valia          | France      | Sea The Stars   | Christophe Soumillon  | Alain de Royer-Dupré | S.A. Aga Khan                  | Nemean Lion      | Step by Step    | 3'30"55 |
| 2019   | Technician     | Royaume-Uni | Mastercraftsman | Pierre-Charles Boudot | Martyn Meade         | Team Valor                     | Moonlight Spirit | Iskanderhon     | 3'19"86 |
| 2018   | Brundtland     | Royaume-Uni | Dubawi          | William Buick         | Charlie Appleby      | Godolphin                      | Lillian Russell  | My Swashbuckler | 3'17"66 |
| 2017*  | Ice Breeze     | France      | Nayef           | Vincent Cheminaud     | Pascal Bary          | Khalid Abdullah                | Call To Mind     | Darbuzan        | 3'17"88 |
| 2016*  | Doha Dream     | France      | Shamardal       | Grégory Benoist       | André Fabre          | Al Shaqab Racing               | Moonshiner       | Marmelo         | 3'12"58 |
| 2015   | Vazirabad      | France      | Manduro         | Christophe Soumillon  | Alain de Royer-Dupré | S.A. Aga Khan                  | Tiberian         | Pilansberg      | 3'09"36 |
| 2014   | Auvray         | France      | Le Havre        | Grégory Benoist       | Elie Lellouche       | G. Augustin-Normand / E. Vidal | Vent De Force    | Baino Hope      | 3'10"86 |
| 2013   | Valirann       | France      | Nayef           | Christophe Soumillon  | Alain de Royer-Dupré | S.A. Aga Khan                  | Montclair        | Lucky Look      | 3'22"68 |
| 2012   | Canticum       | France      | Cacique         | Grégory Benoist       | David Smaga          | Khalid Abdullah                | Les Beaufs       | Tenenbaum       | 3'22"82 |
| 2011   | Shankardeh     | France      | Azamour         | Christophe Lemaire    | Mikel Delzangles     | S.A. Aga Khan                  | Miss Lago        | Pacifique       | 3'24"59 |
| 2010   | Celtic Celeb   | France      | Peintre Célèbre | Thierry Thulliez      | François Doumen      | Henri de Pracomtal             | Ivory Land       | Le Larron       | 3'32"40 |
| 2009   | Manighar       | France      | Linamix         | Gérald Mossé          | Alain de Royer-Dupré | S.A. Aga Khan                  | Los Cristianos   | Aizavoski       | 3'11"00 |
| 2008   | Watar          | France      | Marju           | Davy Bonilla          | Freddy Head          | Hamdan Al Maktoum              | Shemima          | Centennial      | 3'10"70 |
| 2007   | Coastal Path   | France      | Halling         | Stéphane Pasquier     | André Fabre          | Khalid Abdullah                | Noble Prince     | Royal And Regal | 3'17"80 |
| 2006   | Vendangeur     | France      | Galileo         | Stéphane Pasquier     | Elie Lellouche       | Ecurie Wildenstein             | Ponte Tresa      | Getaway         | 3'09"90 |
| 2005   | Shamdala       | France      | Grand Lodge     | Christophe Soumillon  | Alain de Royer-Dupré | S.A. Aga Khan                  | Fraloga          | Without A Trace | 3'15"80 |
| 2004   | Reefscape      | France      | Linamix         | Thierry Gillet        | André Fabre          | Khalid Abdullah                | Lord Du Sud      | Percussionist   | 3'08"10 |
| 2003   | Behkara        | France      | Kris            | Christophe Soumillon  | Alain de Royer-Dupré | S.A. Aga Khan                  | Risk Seeker      | Clear Thinking  | 3'21"20 |
| 2002   | Morozov        | France      | Sadler's Wells  | Lanfranco Dettori     | André Fabre          | Cheik Mohammed Al Maktoum      | Windermere       | Swing Wing      | 3'15"80 |
| 2001   | Wareed         | Royaume-Uni | Sadler's Wells  | Lanfranco Dettori     | Saeed bin Suroor     | Godolphin                      | Capal Garmon     | Pushkin         | 3'26"70 |
| 2000   | Epitre         | France      | Common Grounds  | Olivier Peslier       | André Fabre          | Baron Édouard de Rothschild    | Riddlesdown      | Rostropovich    | 3'12"20 |
| 1999   | Amilynx        | France      | Linamix         | Olivier Peslier       | André Fabre          | Lagardère Elevage              | Northerntown     | Lord Brex       | 3'39"80 |
| 1998** | Pozarica       | France      | Rainbow Quest   | Gérald Mossé          | Nicolas Clément      | Maktoum Al Maktoum             | Ocean Of Storms  | Kahtan          | 3'14"10 |
| 1997** | Vertical Speed | France      | Bering          | Olivier Peslier       | André Fabre          | Daniel Wildenstein             | Book At Bedtime  | New Frontier    | 3'18"10 |
| 1996   | Tarator        | France      | Green Dancer    | Olivier Peslier       | Elie Lellouche       | Wafic Said                     | Irish Woman      | Cachet Noir     | 3'16"10 |

* Édition disputée à Chantilly.